# El Toboso
El Toboso ist eine Kleinstadt und eine zentralspanische Gemeinde (municipio) mit 1.723 Einwohnern (Stand: 2024) in der Provinz Toledo in der Autonomen Gemeinschaft Kastilien-La Mancha. Das Städtchen wurde weltbekannt durch die literarische Figur der Dulcinea aus Miguel de Cervantes’ berühmtem Roman Don Quijote.

## Lage und Klima
Die Kleinstadt El Toboso liegt in der leicht welligen Landschaft der La Mancha knapp 115 km (Fahrtstrecke) südöstlich der Stadt Toledo in einer Höhe von ca. 635 m; bis nach Madrid sind es knapp 140 km in nordwestlicher Richtung. Das Klima im Winter ist rau, im Sommer dagegen trocken und warm; der spärliche Regen (ca. 425 mm/Jahr) fällt überwiegend in den Wintermonaten.

## Bevölkerungsentwicklung
| Jahr      | 1857  | 1900  | 1950  | 2000  | 2021  |
| Einwohner | 4.198 | 1.895 | 3.304 | 2.077 | 1.699 |

Die Reblauskrise im Weinbau, die seit den 1950er Jahren zunehmende Mechanisierung der Landwirtschaft, die Aufgabe von bäuerlichen Kleinbetrieben („Höfesterben“) und die daraus resultierende Arbeitslosigkeit führten auch in der Kleinstadt zu einem Kaufkraftschwund und zur Abwanderung eines Teils der Bevölkerung.

## Wirtschaft
Das Umland von El Toboso war und ist im Wesentlichen landwirtschaftlich geprägt, wobei der Weinbau heute die dominierende Rolle spielt; die Stadt selbst diente als handwerkliches und merkantiles Zentrum für die umliegenden Dörfer. Seit den 1960er Jahren ist der Tagestourismus von größerer Bedeutung.

## Geschichte
Obwohl weder Spuren einer keltischen, römischen, westgotischen oder maurischen Siedlung aufgefunden wurden, wurden dennoch Kleinfunde gemacht. Im Jahr 1085 wurde die Gegend von Alfons VI. zurückerobert (reconquista) und von Christen aus dem Norden und dem Süden der Iberischen Halbinsel wiederbesiedelt (repoblación). Die erste Erwähnung des Ortsnamens stammt aus dem 14. Jahrhundert; im Jahr 1390 erhielt der Ort das freie Marktrecht. Im 15. Jahrhundert gehörte er zum Besitz des Santiagoordens und erhielt die Stadtrechte (villa), doch bereits zu Cervantes’ († 1616) Zeiten war der Ort in der Bedeutungslosigkeit versunken.

## Sehenswürdigkeiten

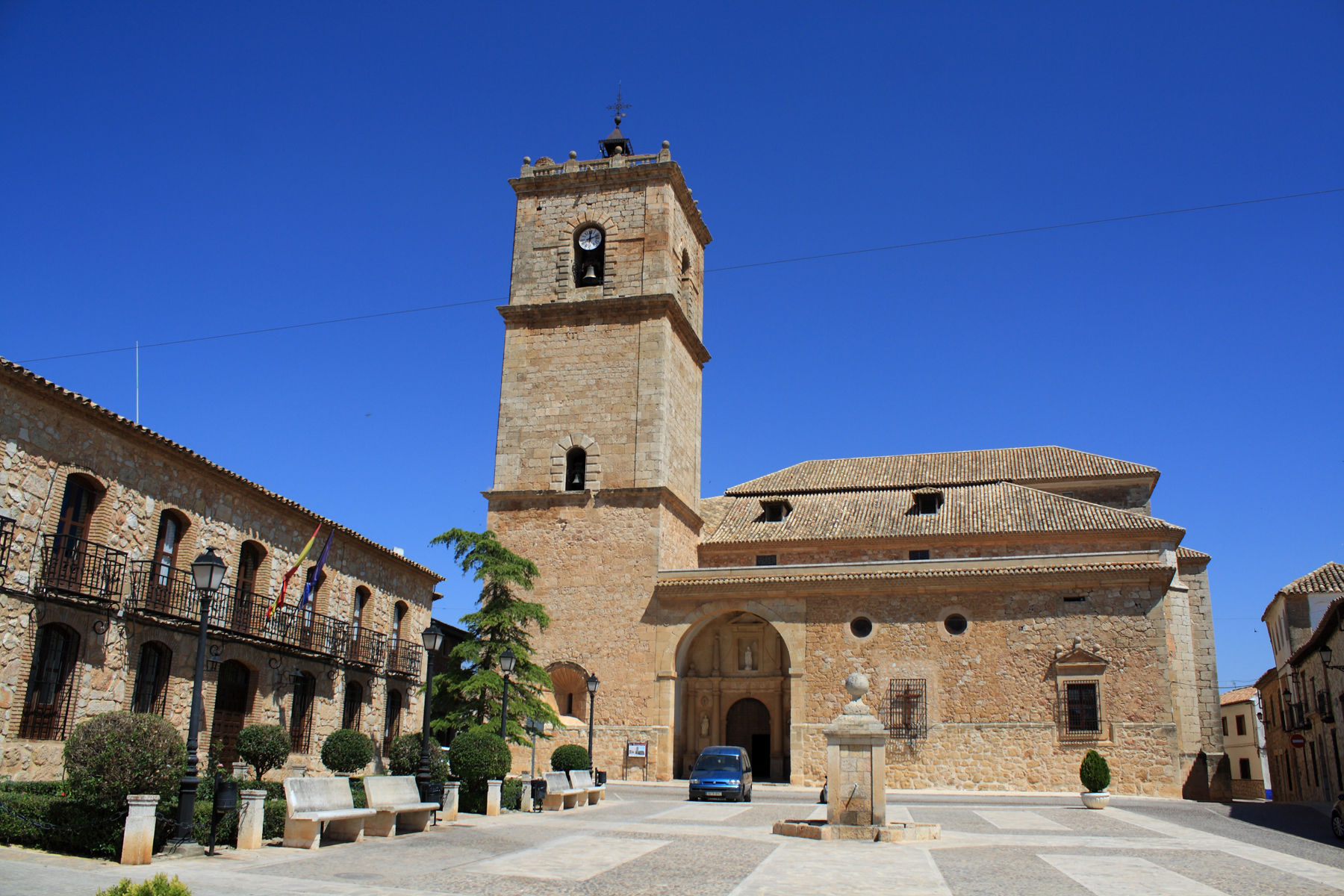
El Toboso – Hauptplatz mit Rathaus und Kirche San Antonio Abad

- Die Iglesia de San Antonio Abad ist dem frühchristlichen Eremiten Antonius dem Großen geweiht. Sie entstand ab dem Jahr 1525 an der Stelle eines mittelalterlichen Vorgängerbaus, dessen Steine teilweise als Spolien beim Neubau wiederverwendet wurden. Die von einem aufwändigen Rippengewölbe überdeckte Hallenkirche ist dreischiffig und wird deshalb manchmal als „Kathedrale von La Mancha“ bezeichnet. Die Gewölberippen wachsen ohne zwischengeschaltete Kapitelle aus den Rundpfeilern heraus – ein typisches Merkmal spätgotischer Architektur aus der Zeit um 1500.[5]
- Das unmittelbar angrenzende Rathaus (ayuntamiento) ist ein aus Bruch- und Ziegelsteinen erbauter Bau des 19. Jahrhunderts.
- In gebührendem Abstand zur Kirche steht ein neuzeitliches Denkmal für Dulcinea und Don Quijote.
- Das im strengen Herrera-Stil des 17. Jahrhunderts erbaute Monasterio de las trinitarias de El Toboso gehörte dem weiblichen Zweig des Trinitarierordens.
- Das Museo Cervantino beschäftigt sich mit der weltweiten Rezeptionsgeschichte des Don Quijote.
- Das in einer Seitenstraße im angeblichen Geburtshaus von Dulcinea eingerichtete Museo-Casa de Dulcinea del Toboso zeigt Exponate aus dem Alltagsleben der Region.

Umgebung
- Die Ermita de Santa Ana ist die Ruine einer spätmittelalterlichen Einsiedelei.